# (12386) Nikolova
(12386) Nikolova est un astéroïde de la ceinture principale.

## Description
(12386) Nikolova est un astéroïde de la ceinture principale. Il fut découvert le 28 octobre 1994 à Kitt Peak par le projet Spacewatch. Il présente une orbite caractérisée par un demi-grand axe de 2,84 UA, une excentricité de 0,15 et une inclinaison de 3,1° par rapport à l'écliptique.

## Compléments